# Ханас Мил (Џорџија)
Ханас Мил (енгл. Hannahs Mill) насељено је место без административног статуса у америчкој савезној држави Џорџија.

## Демографија
По попису из 2010. године број становника је 3.298, што је 31 (0,9%) становника више него 2000. године.
| Група             | 2000.         | 2010.         |
| Белци             | 2.950 (90,3%) | 2.800 (84,9%) |
| Афроамериканци    | 209 (6,4%)    | 343 (10,4%)   |
| Азијати           | 26 (0,8%)     | 22 (0,7%)     |
| Хиспаноамериканци | 47 (1,4%)     | 96 (2,9%)     |
| Укупно            | 3.267         | 3.298         |